# Hull Daily Mail

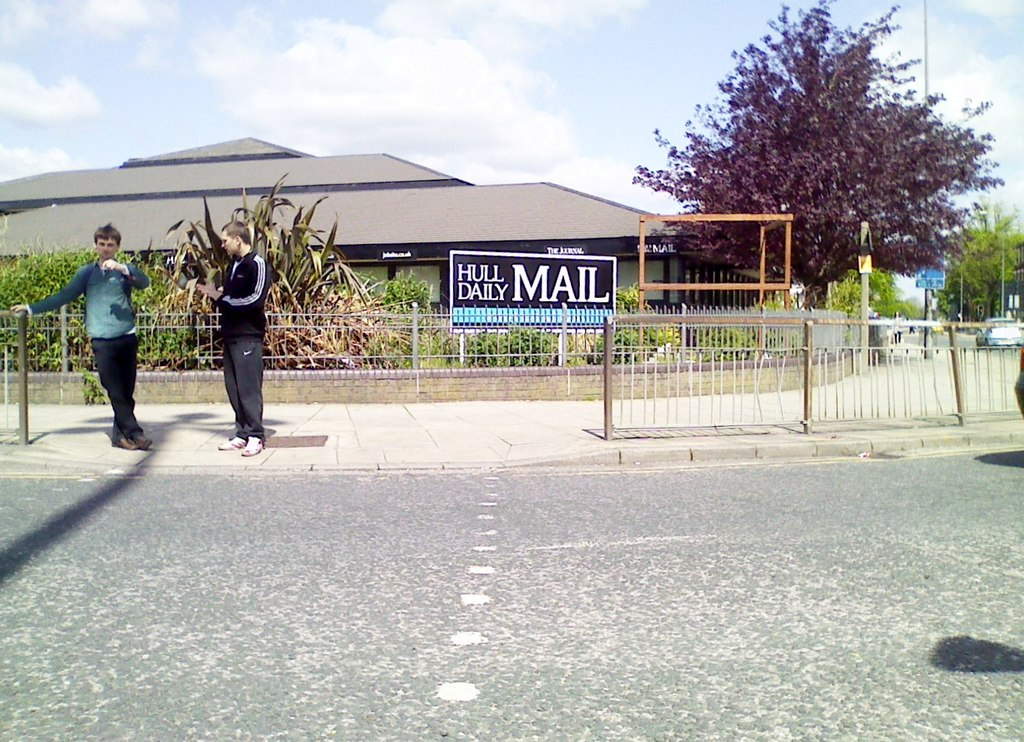
Hull Daily Mail

Die Hull Daily Mail ist eine britische Tageszeitung und meistverkaufte Regionalzeitung von Yorkshire and the Humber. Sie wurde 1885 gegründet und hat ihren Sitz in Kingston upon Hull.
Das Zeitungsarchiv der Hull Daily Mail stellt eine gute Dokumentationsquelle der Lokalgeschichte von Kingston upon Hull und East Riding of Yorkshire dar.
The Journal. Im Jahr 2012 erwarb Local World den Eigentümer Northcliffe Media von Daily Mail und General Trust. Trinity Mirror kaufte Local World im Jahr 2015 und ist nun als Reach plc bekannt.

## Geschichte

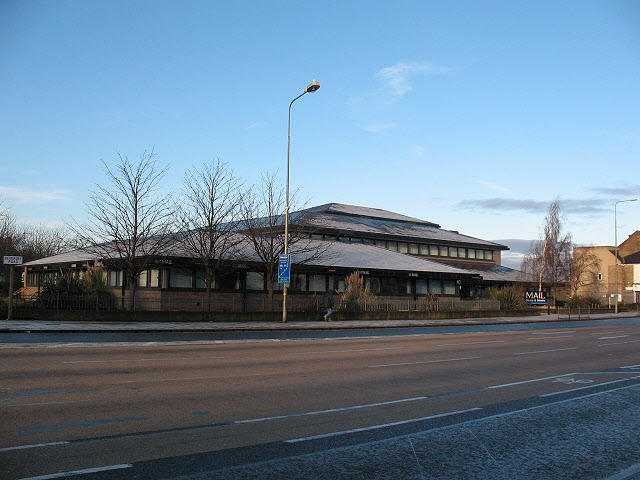
Die Büros der Hull Daily Mail in der Beverley Road im Januar 2011

Die Ursprünge der Hull Daily Mail gehen zurück auf die Hull Packet and Humber Gazette, eine am 29. Mai 1787 gegründete Wochenzeitung, die in der Scale Lane gedruckt wurde, einer Straße im heutigen Teil der Altstadt von Hull.
Die Hull Daily Mail änderte den Bannerkopf auf ihrer Website in „Hull Live“, nachdem das Unternehmen 2017 von Trinity Mirror übernommen wurde. Trinity Mirror wurde im Mai 2018 in Reach plc umbenannt.

## Auszeichnung (Ehrung)
Die Zeitung hat die Auszeichnung „Yorkshire Daily Newspaper of the Year“ fünfmal gewonnen, nämlich 2003, 2004, 2006, 2007 und 2012.